# Des jours meilleurs
Pour plus de détails, voir Fiche technique et Distribution.
Des jours meilleurs est une comédie dramatique franco-belge réalisée par Elsa Bennett et Hippolyte Dard et sortie en 2025,.

## Synopsis
Suzanne est victime d'un accident de voiture et perd la garde de ses enfants. Elle est contrainte de suivre un traitement dans un centre pour alcooliques. Elle y rencontre Alice et Diane, deux femmes au caractère bien trempé, elles aussi en lutte contre leurs addictions.
Le trio, sous la houlette de Denis, un éducateur sportif, se lance dans un projet ambitieux : participer au Rallye des Dunes dans le désert marocain. Le sevrage est compliqué et elles n’y connaissent rien en mécanique. Par les entraînements et les épreuves du rallye, elles apprennent à se soutenir mutuellement, à affronter leurs peurs et à reconstruire leur estime de soi.

## Fiche technique
Sauf indication contraire, les informations mentionnées dans cette section peuvent être confirmées par les bases de données cinématographiques IMDb et Allociné,  présentes dans la section « Liens externes ».
- Titre original : Des jours meilleurs
- Réalisation : Elsa Bennett et Hippolyte Dard
- Scénario : Elsa Bennett, Hippolyte Dard et Louis-Julien Petit
- Musique : Clémence Ducreux
- Décors : Noëlle van Parys
- Costumes : Laetitia Bouix
- Photographie : Thomas Lerebour
- Son : Yves Bemelmans et Damien Lazzerini
- Montage : Fabrice Rouaud
- Production : Vanessa Djian
  - Production exécutive : Éric Jollant et Julie Carrière
- Société de production : Daidai Films, Impact, Capa Cinéma, Newen et Les Gens
- Société de distribution : Wild Bunch
- Budget : 4,8 millions d'euros
- Pays de production :  France et  Belgique
- Langue originale : français
- Format : couleur — 2,39:1 — son 5.1
- Genre : Comédie dramatique
- Durée : 104 minutes
- Dates de sortie :
  - France : 
    - 24 janvier 2025 (Bron)
    - 23 avril 2025 (en salles)

  - Belgique : 23 avril 2025

## Distribution
- Valérie Bonneton : Suzanne
- Michèle Laroque : Diane
- Sabrina Ouazani : Alice
- Clovis Cornillac : Denis
- Sophie Leboutte : Chantal
- Myriem Akheddiou : Dr Mathys
- Laurence Cottet : Colette
- Manuel Ginion : Théo
- Isabelle de Hertogh : Huguette

## Sortie et accueil

### Critique
« Flirtant ponctuellement avec le documentaire, par des inserts d’entretiens de patientes face caméra avec un psy, le film trouve son équilibre entre la prise de conscience progressive de son héroïne et la concrétisation d’un objectif (la préparation du rallye des dunes au Maroc) visant à créer cohésion et soutient entre elles. »

« Didactique, militant, mêlant drame et comédie, le film aborde sans tabou toutes les questions liées à l'alcoolisme. Le déni, la solitude, la honte, la difficulté d'en sortir, les risques de rechute. Pour construire leur histoire, les réalisateurs ont rencontré Laurence Cottet, une ancienne alcoolique très engagée sur le terrain de la communication autour de ce sujet, qui leur a permis d'entrer dans les centres de soin, et de rencontrer des femmes concernées. »

### Box-office
| Pays ou région | Box-office      | Date d'arrêt du box-office | Nombre de semaines |
| -------------- | --------------- | -------------------------- | ------------------ |
| France         | 477 535 entrées | 9 juillet 2025             | 10                 |
| Total mondial  |                 | -                          | -                  |